# Пјетрагроса (Кјети)
Пјетрагроса (итал. Pietragrossa) је насеље у Италији у округу Кјети, региону Абруцо.
Према процени из 2011. у насељу је живело 25 становника. Насеље се налази на надморској висини од 262 м.